# Jan Chrzciciel Bottex
Jan Chrzciciel Bottex, (fra.) Jean-Baptiste Bottex (ur. 26 grudnia 1749 w Neuville-sur-Ain, zm. 3 września 1792 w Paryżu) – błogosławiony Kościoła katolickiego, męczennik, ofiara prześladowań katolików okresu francuskiej rewolucji.

Studiował teologię w Lyonie i Valence. Po przyjęciu w 1774 roku święceń kapłańskich podjął pracę w rodzinnej miejscowości najpierw jako wikariusz, a później przyjmując obowiązki proboszcza. Gdy w 1789 roku został wybrany delegatem do Stanów Generalnych, przeniósł się do Paryża. Pełniąc tę funkcję w 1791 roku wystąpił z krytyką  Konstytucji cywilnej kleru. Gdy w rewolucyjnej Francji nasiliło się prześladowanie katolików, mieszkał w Seminarium Misji Zagranicznych i tam w nocy z 14 na 15 sierpnia 1792 roku został aresztowany. Uwięziono go w  więzieniu La Force. Zginął 3 września  tegoż roku, gdy odmówił złożenia przysięgi na „równość i wolność” oświadczając:

Lepiej jest narazić się na śmierć, niż złożyć wątpliwą przysięgę, bowiem lęk przed wezwaniem Boga na świadka kłamstwa powinien być większy niż lęk przed śmiercią.

Był jedną z ofiar tak zwanych masakr wrześniowych, w których zginęło 300 duchownych, ofiar nienawiści do wiary (łac) odium fidei.
Dzienna rocznica śmierci jest dniem kiedy wspominany jest w Kościele katolickim.
Jan Chrzciciel Bottex znalazł się w grupie 191 męczenników z Paryża beatyfikowanych przez papieża Piusa XI 17 października 1926.